# Маганак
Маганак — река в Кемеровской области России, протекает по Прокопьевску и Прокопьевскому району. Устье реки находится в 41 км от устья реки Абы по левому берегу. Длина реки составляет 14 км.

## Данные водного реестра
По данным государственного водного реестра России относится к Верхнеобскому бассейновому округу, водохозяйственный участок реки — Томь от истока до города Новокузнецк, без реки Кондома, речной подбассейн реки — Томь. Речной бассейн реки — (Верхняя) Обь до впадения Иртыша.